# Syd van der Vyver
Syd van der Vyver (ur. 1920, zm. 20 sierpnia 1989 w Pennington) – południowoafrykański kierowca wyścigowy. Zgłoszony do jednego wyścigu Formuły 1 – Grand Prix Południowej Afryki w 1962, jednak ze względu na problemy z bolidem nie wystartował. Poza Formułą 1 udało mu się zapunktować w Grand Prix: Grand Prix RPA 1961 (6. miejsce) i Natal 1961 (5. miejsce). Karierę zakończył, gdy jego Lotus 24 uległ zniszczeniu w 1962.

## Wyniki w Formule 1
| Legenda oznaczeń w tabelach wyników Wyświetl szablon na nowej stronie | Legenda oznaczeń w tabelach wyników Wyświetl szablon na nowej stronie                                                                     |
| Oznaczenie                                                            | Wyjaśnienie |
| --------------------------------------------------------------------- | --- |
| Złoty                                                                 | Zwycięzca lub mistrzostwo |
| Srebrny                                                               | 2. miejsce lub wicemistrzostwo |
| Brązowy                                                               | 3. miejsce lub II wicemistrzostwo |
| Zielony                                                               | Ukończył, punktował (w klasyfikacji generalnej, gdy zdobył co najmniej jeden punkt na przestrzeni sezonu, poza trzema powyższymi opcjami) |
| Niebieski                                                             | Ukończył, nie punktował (w klasyfikacji generalnej, gdy nie zdobył co najmniej jednego punktu na przestrzeni sezonu)                      |
| Czerwony                                                              | Nie zakwalifikował się (NZ) |
| Czerwony                                                              | Nie prekwalifikował się (NPK) |
| Różowy                                                                | Nie ukończył (NU) |
| Różowy                                                                | Niesklasyfikowany (NS) (w klasyfikacji generalnej, gdy nie został sklasyfikowany w żadnym wyścigu sezonu)                                 |
| Czarny                                                                | Zdyskwalifikowany (DK) |
| Czarny                                                                | Wykluczony (WYK/EX) |
| Biały                                                                 | Nie wystartował (NW) |
| Biały                                                                 | Kontuzjowany (K/INJ) |
| Biały                                                                 | Wyścig odwołany (OD/C) |
| Bez koloru                                                            | Został wycofany (WYC/WD) |
| Bez koloru                                                            | Nie przybył (NP/DNA) |
| Bez koloru                                                            | Nie brał udziału w treningach (NT/DNP) |
| Bez koloru                                                            | Nie został zgłoszony (–) |
| Pogrubienie                                                           | Start z pole position |
| Kursywa                                                               | Najszybsze okrążenie wyścigu |
| †                                                                     | Nie ukończył, ale jego rezultat został zaliczony ze względu na przejechanie więcej niż 90% dystansu wyścigu.                              |
| *                                                                     | Sezon w trakcie |
| 1/2/3                                                                 | Punktowana pozycja w sprincie kwalifikacyjnym                                                                                             |
| Lista systemów punktacji Formuły 1                                    | |

| Rok  | Zespół      | Bolid      | Silnik        | 1     | 2     | 3     | 4     | 5     | 6     | 7     | 8     | 9      | Pozycja | Punkty |
| ---- | ----------- | ---------- | ------------- | ----- | ----- | ----- | ----- | ----- | ----- | ----- | ----- | ------ | ------- | ------ |
| 1962 | Mike Harris | Cooper T53 | Alfa Romeo R4 | HOL - | MON - | BEL - | FRA - | GBR - | GER - | ITA - | USA - | RPA NW | NS      | 0      |